# Верхние Лемезы
Ве́рхние Лемезы́ (баш. Үрге Ләмәҙ) — деревня в Архангельском районе Республики Башкортостан России. Входит в состав Инзерского сельсовета с центром в селе Валентиновка. До 2008 года деревня входила в Михайловский сельсовет, который был упразднён путём присоединения территории к Инзерскому сельсовету.

## Население
| 2002 | 2009 | 2010 |
| ---- | ---- | ---- |
| 139  | ↗141 | ↘105 |

Национальный состав
Согласно переписи 2002 года, преобладающая национальность — башкиры (93 %).

## Географическое положение
Расстояние до:
- районного центра (Архангельское): 50 км,
- центра сельсовета (Михайловка): 11 км,
- ближайшей железнодорожной станции (Приуралье): 56 км.

Находится на правом берегу реки Лемезы. В районе села в реку Лемезу впадает Икинь (Икень). Недалеко от деревни находится карстовое озеро Аюкуль.
В 8 километрах юго-восточнее деревни Верхние Лемезы находится пещера Заповедная.